# 皮庫里斯村 (新墨西哥州)
皮庫里斯村（英語：Picuris Pueblo）是位於美國新墨西哥州陶斯縣的普查規定居民點。

## 人口
根據2020年美國人口普查的數據，皮庫里斯村的面積為1.19平方千米，當中陸地面積為1.18平方千米，而水域面積為0.01平方千米。當地共有人口83人，而人口密度為每平方千米69.75人。